# Namibiana gracilior
Namibiana gracilior är en kräldjursart som beskrevs av  George Albert Boulenger 1910. Namibiana gracilior ingår i släktet Namibiana och familjen äkta blindormar. Inga underarter finns listade i Catalogue of Life.